# Ереванское водохранилище
Ереванское водохранилище (арм. Երևանի լիճ; Ереванское озеро, арм. Երևանյան ծով) — водохранилище в Армении, в юго-западной части города Ереван. Создано в 1963—1966 годах посредством перекрытия русла реки Раздан. Высота над уровнем моря 908 м, площадь поверхности — 650 тысяч м², средняя глубина — 8 м, максимальная — 18 м, объём — 5 млн м³. Зимой замерзает.
Недалеко от озера проходит шоссе Ереван—Эчмиадзин, в непосредственной близости находится американское посольство.

## Происшествия
16 сентября 1976 года в водохранилище упал потерявший управление троллейбус, в котором находилось 92 человека. Оказавшийся поблизости Шаварш Карапетян, выдающийся спортсмен, автор многих мировых рекордов по подводному плаванию, сумел вытащить вместе со своим братом из лежащей на глубине 10 м машины 46 человек. 20 из них удалось спасти.